# Vertretung des Freistaates Sachsen beim Bund

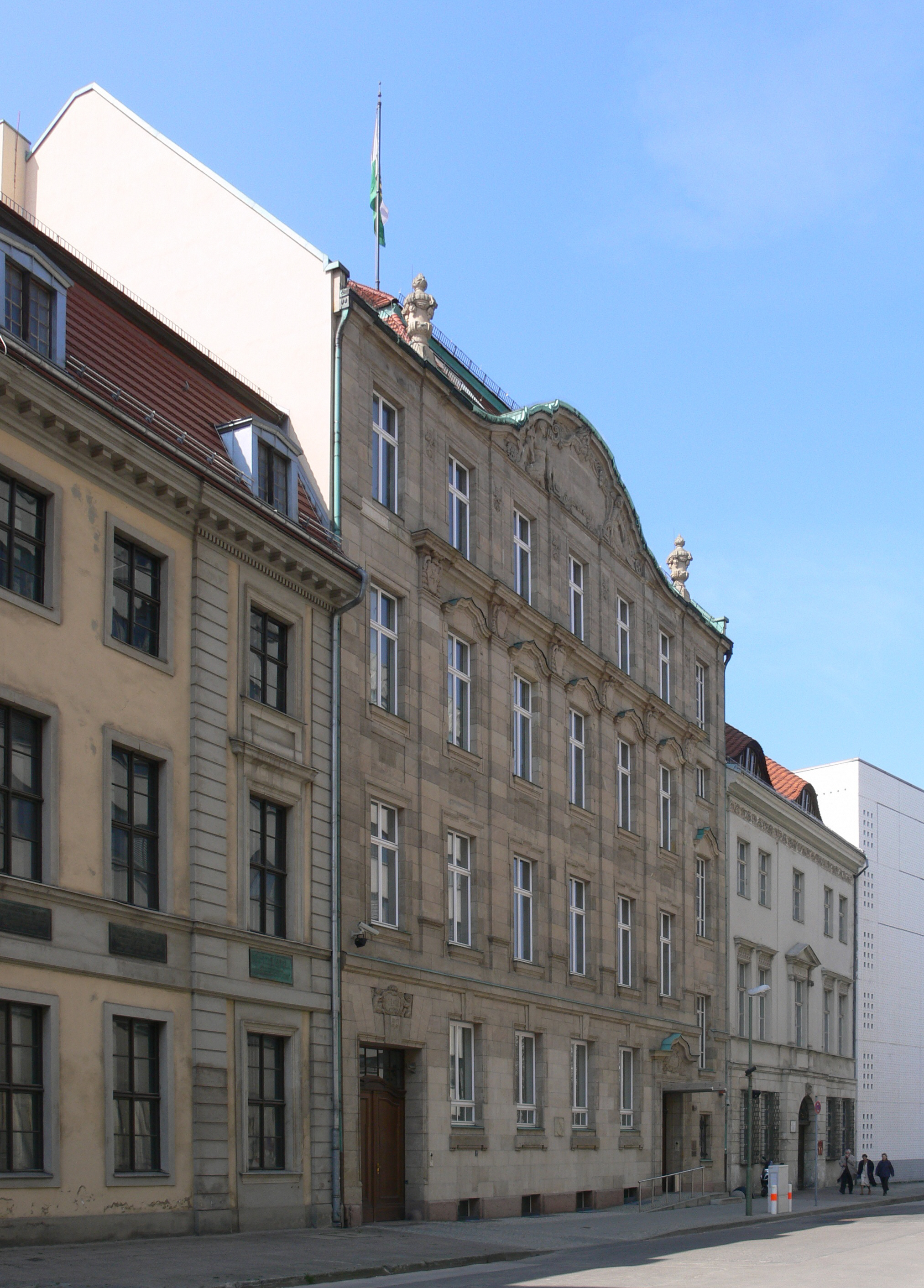
Vertretung des Freistaats Sachsen beim Bund, 2009

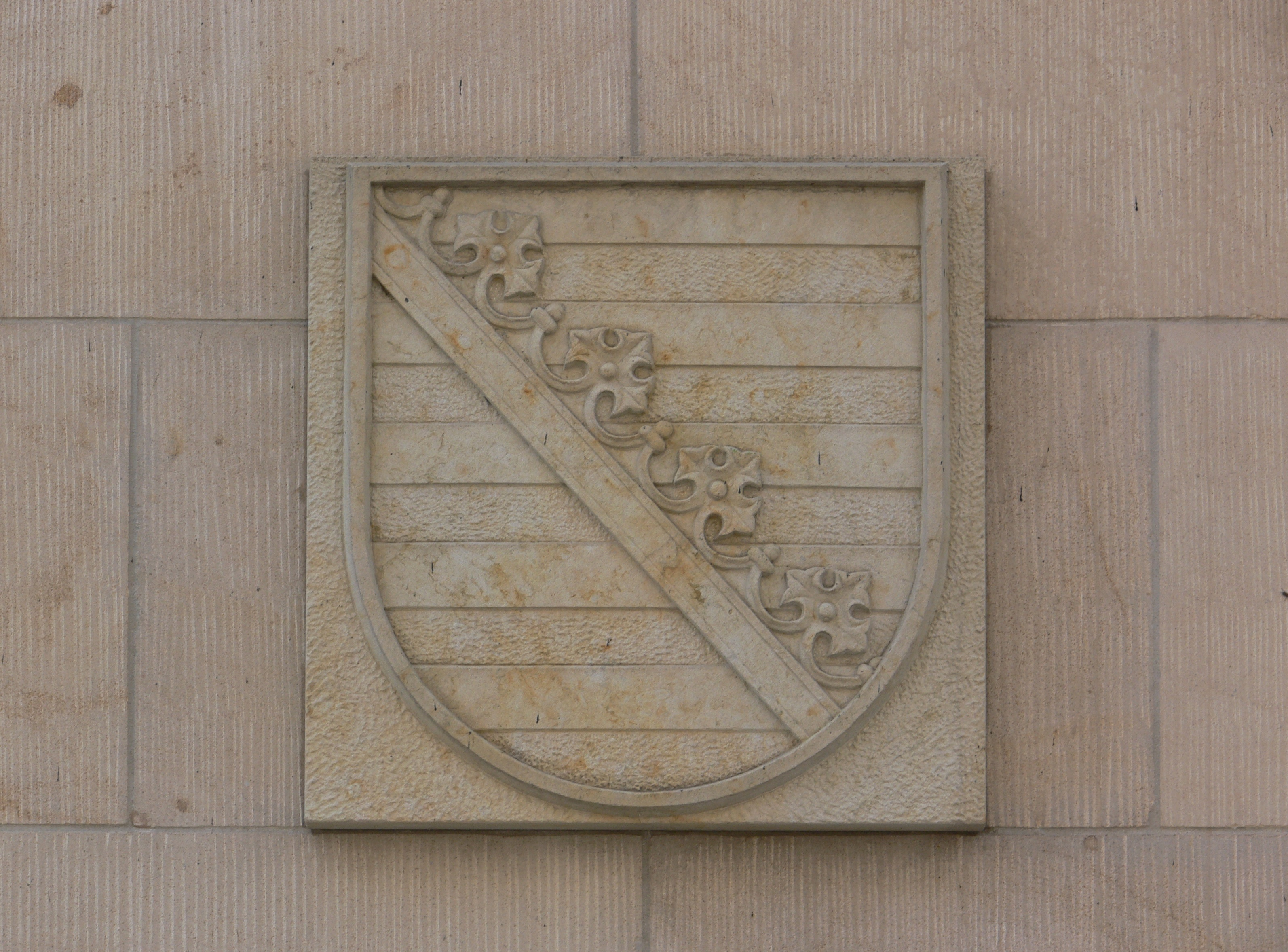
Sächsisches Wappen an der Fassade

Die Vertretung des Freistaates Sachsen beim Bund befindet sich in der Brüderstraße 11/12 im Berliner Ortsteil Mitte.

## Behörde
Bevollmächtigter des Freistaats Sachsen beim Bund und Leiter der Landesvertretung in Berlin ist seit 2025 Markus Franke.

## Gebäude

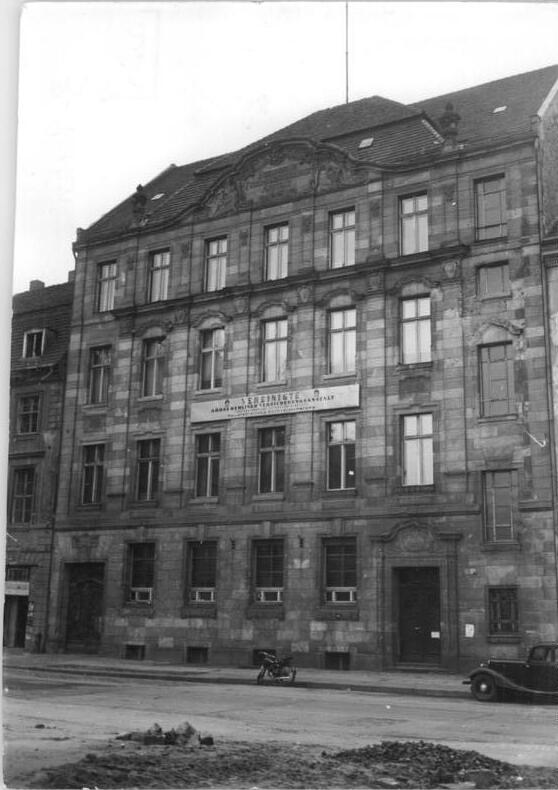
Das heutige Gebäude der Sächsischen Vertretung, 1952

Das Gebäude in der Brüderstraße 11/12 wurde 1905 als Kontor der Berlinischen Feuer-Versicherungs-Anstalt von den Architekten Reimer und Körte errichtet. Bis 1989 war hier die Staatliche Versicherung der DDR untergebracht. Nach der deutschen Wiedervereinigung erwarb der Freistaat Sachsen die Immobilie vom Bund. Die Renovierungs- und Umbauarbeiten für 11,25 Millionen Euro begannen im August 1998, am 15. März 2000 eröffnete Sachsen seine Landesvertretung. Das Haus steht unter Denkmalschutz. Die Vorderseite ist mit neobarockem Sandsteindekor verkleidet, das Anklänge an den Jugendstil aufweist. Der Innenhof ist überdacht; wie schon in der Vertretung in Bonn gibt es den „Sachsenkeller“ zur Bewirtung der Gäste des Hauses.
Links von der Landesvertretung befindet sich das Nicolaihaus, rechts daneben das Galgenhaus.

## Bevollmächtigte des Freistaates Sachsen beim Bund
- 1990–1996: Günter Ermisch, Staatssekretär
- 1997–1999: Günter Meyer, Staatsminister
- 1999: Fred J. Heidemann, Ministerialdirigent
- 1999–2002: Stanislaw Tillich, Staatsminister
- 2002–2003: Fred J. Heidemann, Ministerialdirigent
- 2003–2008: Michael Wilhelm, Ministerialdirigent
- 2008–2019: Erhard Weimann, Staatssekretär
- 2019–2024: Conrad Clemens, Staatssekretär, 2024 Staatsminister
- seit 2025: Markus Franke, Ministerialdirigent